# Cap Higashi-henna-zaki

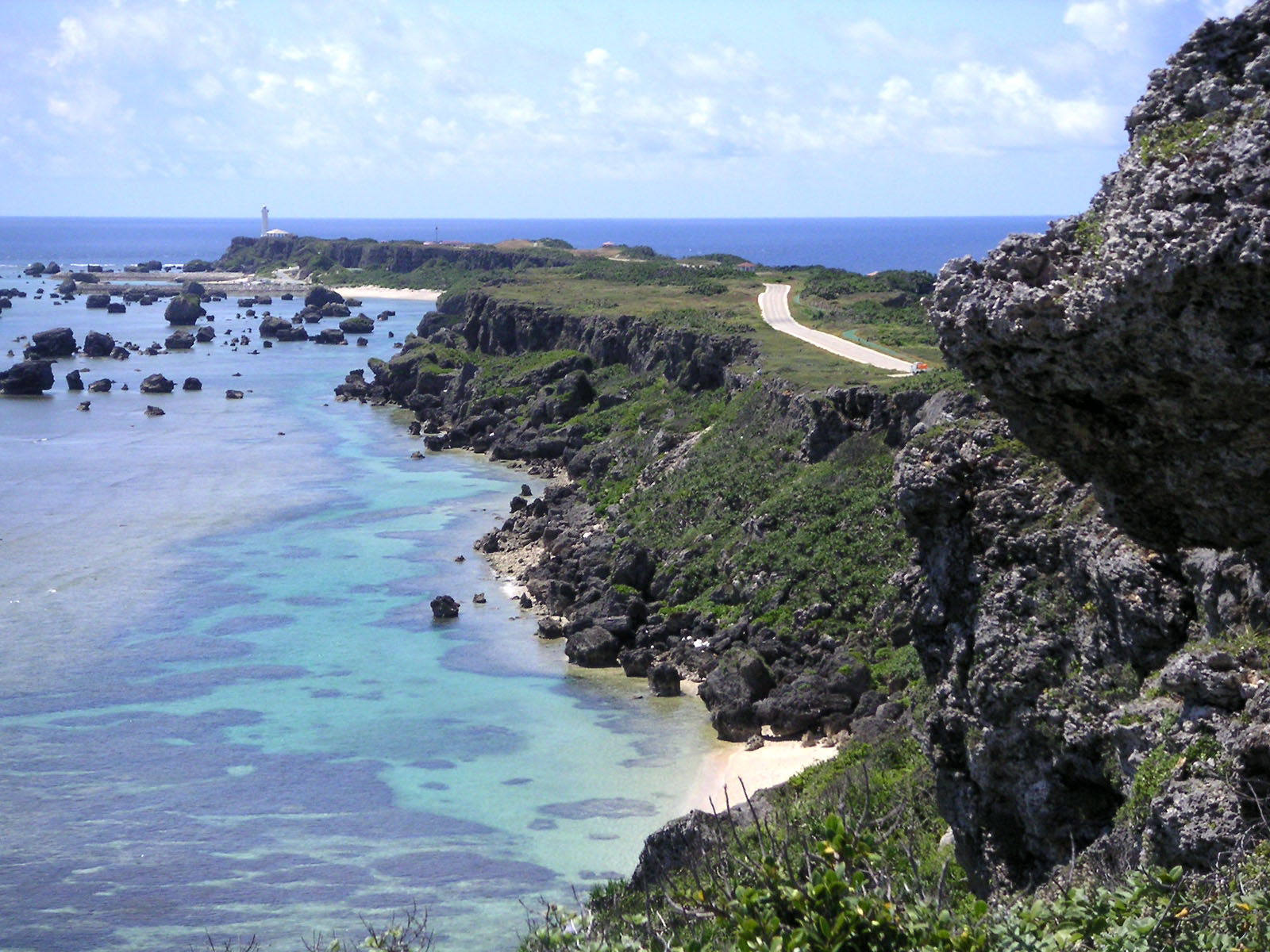
Vue du cap Higashi-Henna-zaki à Miyakojima.

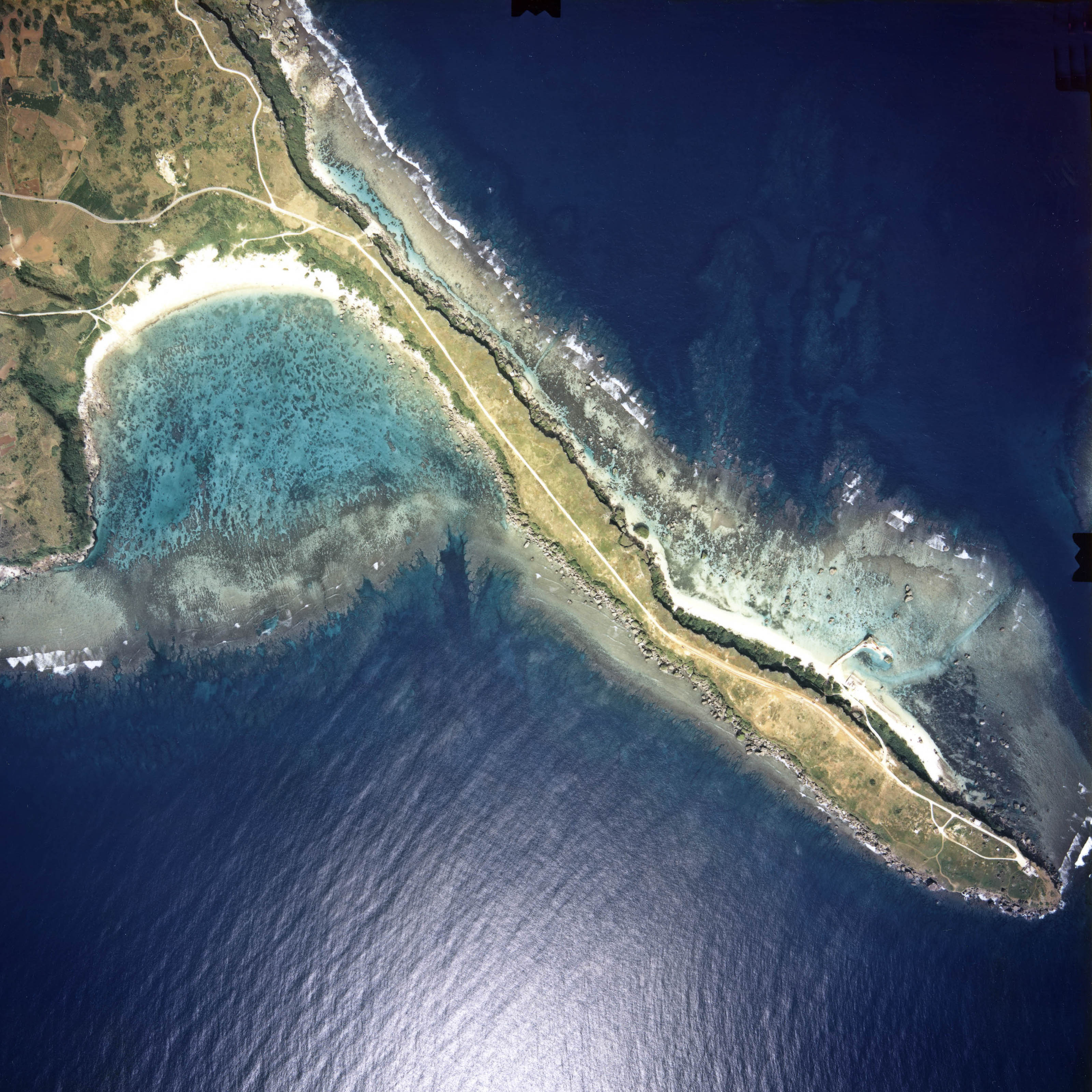
Vue du ciel.

Le cap de Higashi-henna-zaki (東平安名岬, Agari-pyauna-zaki en dialecte local) est un lieu de beauté pittoresque (名勝, meishō) de niveau national situé au point le plus au sud de Miyakojima dans la préfecture d'Okinawa au Japon. Le promontoire fait 2 km de long et 140 à 200 m de large. À l'extrémité du cap se trouve un phare blanc qui offre une vue panoramique de 320° de l'océan Pacifique, endroit très populaire pour observer le lever du soleil. Le phare a été bâti en 1967 après de nombreux accidents de bateau près de la côte de Higashi-henna-zaki. D'une hauteur de 43 m, le phare a une portée de 18 milles nautiques. Un petit port de pêche se trouve au pied du cap.